# Петер Орсеоло
Петер Орсеоло (на унгарски: Orseolo Péter) е вторият крал на Унгария, управлявал между 1038 и 1046 с прекъсване през 1041 – 1044.

## Живот
Петер Орсеоло е син на сестрата на крал Ищван I и венецианския дож Отоне. След смъртта на Емерик (Имре), единственият син на Ищван, Петер е обявен за наследник на унгарския трон. След като взема властта, той бързо става непопулярен заради увеличените данъци и политиката на сближаване със Свещената Римска империя.
През 1041 Шамуел Аба, зет на крал Ищван, взема властта и Орсеоло бяга в Бавария при император Хенрих III. С негова помощ той се връща в Унгария през 1044, побеждавайки Аба в битката при Менфьо и отново заема трона, но като васал на Империята.
През 1046 в Унгария се завръщат братята Андраш, Бела и Левенте, потомци на младши клон на династията на Арпадите с претенции към унгарската корона. Това поставя началото на въстанието Вата. Петер Орсеоло е принуден да бяга в Секешфехервар, където е убит от разбунтували се граждани.